# بیگلسوید
latitudeبیگلسویدlongitudeبیگلسوید
بیگلسوید (به انگلیسی: Biggleswade) یک شهرک در بریتانیا است که در انگلستان واقع شده‌است.

## خصوصیات
بیگلسوید ۱۶٬۳۸۳ نفر جمعیت دارد.

## خواهرخوانده
شهر Erlensee خواهرخواندهٔ بیگلسوید هست.